# Долар Појнт (Калифорнија)
Долар Појнт (енгл. Dollar Point) насељено је место без административног статуса у америчкој савезној држави Калифорнија.

## Демографија
По попису из 2010. године број становника је 1.215, што је 324 (-21,1%) становника мање него 2000. године.
| Група             | 2000.         | 2010.         |
| Белци             | 1.457 (94,7%) | 1.090 (89,7%) |
| Афроамериканци    | 5 (0,3%)      | 4 (0,3%)      |
| Азијати           | 20 (1,3%)     | 19 (1,6%)     |
| Хиспаноамериканци | 40 (2,6%)     | 83 (6,8%)     |
| Укупно            | 1.539         | 1.215         |